# Ustaška nadzorna služba
Ustaška nadzorna služba (kroatisch für Ustascha-Aufsichtsdienst), kurz UNS, war von 1941 bis 1943 die parteiinterne Überwachungsbehörde der Ustascha sowie Sicherheitspolizei und geheimer Nachrichtendienst des Unabhängigen Staates Kroatien (USK), einem Vasallenstaat der Achsenmächte während des Zweiten Weltkriegs. Demnach ist sie mit dem Reichssicherheitshauptamt im nationalsozialistischen Deutschland vergleichbar.

## Geschichte
Die UNS wurde am 16. August 1941 gegründet und sollte gemäß Anweisung des Staatsführers Ante Pavelić die gesamte Arbeit der Ustascha und der Staatsbediensteten überwachen. Sie wurde von Eugen Dido Kvaternik geleitet
Der UNS oblag auch die Spionageabwehr und die Verfolgung von politischen Oppositionellen und ethnischen Minderheiten. So war das Amt III des UNS für die Errichtung, Kontrolle und Organisation der Konzentrationslager im USK verantwortlich. Es wurde von Vjekoslav „Maks“ Luburić geleitet. Zuvor war Mijo Babić führend für den Aufbau des Lagersystems verantwortlich, der vor Gründung der UNS Anfang Juli 1941 getötet wurde.

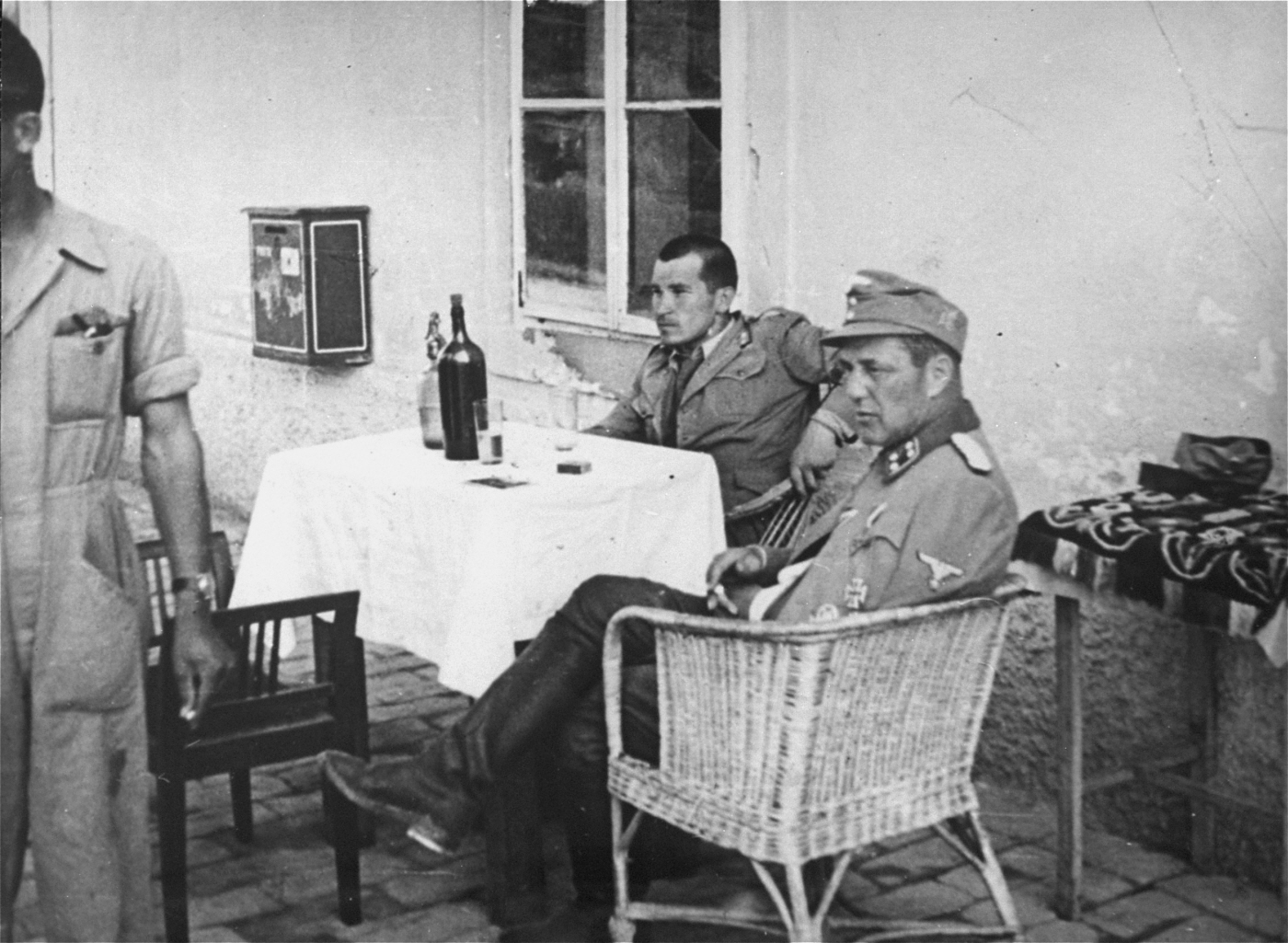
Vjekoslav Luburić (hinten) mit einem SS-Sturmbannführer im KZ Stara Gradiška (Juni 1942).

Im Januar 1943 wurde die UNS aufgelöst und in den neuen Sicherheitsdienst GRAVSIGUR (Glavno ravnateljstvo za javni red i sigurnost) überführt.

## Gliederung
Die UNS gliederte sich bei Gründung in die folgenden  Ämter:
- I. Ustascha-Polizei (Ustaško redarstvo) – zuständig u. a. für die Deportation von Kommunisten, Serben, Juden, andere Regimegegner
- II. Ustascha-Nachrichtendienst (Ustaška obavještajna služba) – zuständig für Ermittlungen und Verhaftungen
- III. Ustascha-Abwehrdienst (Ustaška obrana) – militärpolizeiliche Formation zur Gründung und Organisation von Konzentrationslagern
- IV. Ustascha-Personalamt (Ustaški osobni ured)

Bereits am 20. November 1941 kam ergänzend folgendes Amt hinzu:
- V. Ustascha-Sicherheitsdienst

Später soll die UNS mehrfach reorganisiert und aus bis zu 15 Ämtern bestanden haben. Da die Kompetenzen nicht klar abgegrenzt waren, soll es zwischen den Ämtern zu Streitigkeiten gekommen sein.